# Staronići
Staronići (cyr. Старонићи) – wieś w Bośni i Hercegowinie, w Republice Serbskiej, w gminie Čajniče. W 2013 roku liczyła 111 mieszkańców.